# Pieter Boel

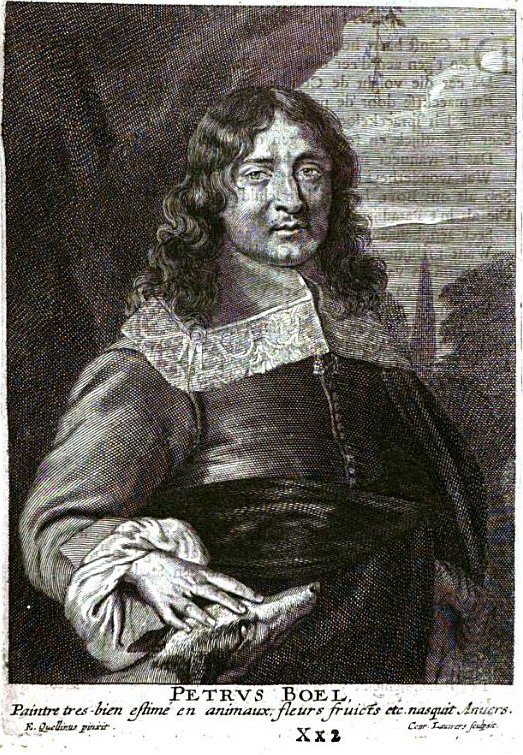
Pieter Boel

Pieter Boel (Anversa, 22 ottobre 1622 – Parigi, 3 settembre 1674) è stato un pittore fiammingo, noto soprattutto per i suoi dipinti di animali.

## Biografia

### Formazione
Boel compie il suo primo apprendistato presso il padre, Jan Boel, incisore ed editore di Anversa; in seguito completa la sua formazione come allievo di Jan Fyt, celebre pittore di nature morte, mentre un suo discepolato presso Franz Sneyders, sebbene citato da Fèlibien non è altrimenti documentato.

### Viaggio in Italia e ritorno ad Anversa
Il soggiorno italiano tra 1647-1649, dapprima a Roma e poi stabilmente a Genova presso il mercante di Anversa Cornelis de Wael, di cui Boel, sposerà la nipote nel 1650, lo porta a contato con le opere di Giovanni Benedetto Castiglione, detto il Grechetto, al quale sono stati talvolta attribuiti dei suoi dipinti.
Di ritorno ad Anversa entra a far parte della gilda dei pittori e sposa Maria Blanckerts, figlia di un pittore, che gli darà tre figli, due dei quali intraprenderanno la carriera di pittore (Jean-Baptiste e Balthasar-Luc). Maria muore tra il 1658 e il 1659 e, sebbene Boel sia documentato ad Anversa ancora nel 1663 e nel 1668 è probabile che la residenza sia stata inframmezzata da soggiorni più o meno lunghi a Parigi, dove è certamente documentato dall'ottobre del 1669.

### A Parigi
Sembra infatti plausibile ravvisare la mano di Boel nei cani presenti nei dipinti di Charles Le Brun con Storie di Meleagro (Parigi, musée du Louvre, inv. 2899 e 2900), realizzati intorno al 1658 e ancor meno dubbi presentano gli uccelli nel cartone per l'Aria (Parigi, musée du Louvre, inv. 2998) della serie degli Elementi, intessuti dalla manifattura dei Gobelins nel 1664 su progetto di Le Brun, considerando anche che nell'inventario del 1690 dei beni dei Gobelins si menziona tra gli “Animaux de Boulle” “un dipinto di uccelli che rappresenta l'aria” e “un altro dipinto, che rappresenta l'elemento della Terra”. Non stupisce dunque che Le Brun, incaricato dal re di progettare i cartoni per la serie dei Mesi o Residenze reali (12 arazzi alto liccio più 8 arazzi entre-fenetre in alto liccio e 8 con soggetti lievemente diversi in basso liccio), scelga Pieter Boel come pittore specializzato in animali come attestano i pagamenti dei Comptes des Batiment du Roy dal 1669 al 1671 quando Boel riceve il saldo per “le opere di pittura che ha fatto in più dipinti rappresentanti diversi animali per servire agli arazzi della manifattura dei Gobelins”.
Boel entra così a far parte della colonia di pittori fiamminghi di stanza ai Gobelins (nella chiesa del quartiere, Saint Hyppolite, la messa era officiata in fiammingo), dove risiederà fino alla morte nel 1674 e dove sarà sepolto. Boel stringe amicizia con altri pittori delle Fiandre tra cui l'incisore Gérard Scottin, che realizzerà diverse stampe dai disegni di Boel, tra cui alcune che raffigurano la Ménagerie di Versailles, e Adam Frans Van der Meulen, testimone all'inumazione di Boel ma prima ancora suo collega, come paesaggista, nella realizzazione degli studi preparatori per gli arazzi dei Mesi.

## Le opere

### Studi di animali per gli arazzi di Gobelins
Gli 86 studi su tela realizzati da Boel a partire dagli animali ospiti della Mènagerie fatta costruire da Luigi XIV nel parco di Versailles e gli oltre 200 disegni a matita nera, pastelli e biacca restano negli archivi della manifattura dei Gobelins, insieme ad alcune copie dei dipinti, fino al 1823 quando vengono trasferiti al Musée royal (Louvre); regolarmente inventariate e descritte, fin dal 1690, e poi negli inventari successivi fino ai primi dell'Ottocento, sebbene la grafia del nome Boel compaia con diverse variazioni (Boul, Boels, Boulle), le tele cominciano poi a essere raggruppate insieme ad opere di François Desportes, per finire come anonime nel Louvre, nell'inventario B del 1824 (i disegni conserveranno sempre la corretta attribuzione). Nel 1892, 56 studi di Boel vengono dispersi in 26 musei della provincia francese con l'attribuzione a Desportes e come tali esposti nella mostra retrospettiva sull'Art animalier del 1934 al Musée d'Histoire naturelle. Solo nel 1960, Georges de Lastic, studiando l'opera di Desportes, si accorge che gli studi su tela con fondo prevalentemente rosso o rosa non sono a lui attribuibili e, basandosi su uno degli inventari dei Gobelins, li riconduce a Boel. Le tele rimaste al Louvre così come quelle in deposito presso i musei francesi vengono catalogate come Boel solo nel 1979.

## Storia critica
Spetta a Elisabeth Foucart-Walter la magistrale ricostruzione della fisionomia di Pieter Boel e delle vicissitudini delle tele nella mostra-dossier al Louvre del 2001, dove alle 20 tele esposte in permanenza al Louvre sono temporaneamente riunite le 61 dei musei francesi, precisamente studiate nel catalogo della mostra.